# Wervelstroom

noordpool van een stationaire magneet
metalen plaat, die tussen twee tegengestelde polen van de magneet naar rechts beweegt
snelheid van
magnetisch veld
geïnduceerde wervelstromen
door wervelstromen geïnduceerd magnetisch veld

Wervelstromen, foucaultstromen of foucaultse stromen zijn elektrische stromen die bedoeld of onbedoeld geïnduceerd worden in een geleider die zich in een veranderlijk magnetisch veld bevindt of die zich in een magnetisch veld beweegt.
Als een geleidend voorwerp, bijvoorbeeld een metalen plaat, zich door een magnetisch veld beweegt, wordt de beweging als gevolg van de wet van Lenz afgeremd. De beweging induceert wervelstromen in de plaat, die hun eigen magnetische veld opwekken, dat een weerstandskracht produceert, die zich tegen de beweging verzet.
Valt de plaat tussen de polen van de magneet als gevolg van de zwaartekracht {\displaystyle F} naar beneden, dus door een kracht die onafhankelijk van de beweging van de plaat is, dan wordt volgens de wet van Lenz een weerstandskracht tegengesteld aan {\displaystyle F} opgewekt, en wordt de beweging vertraagd tot een eenparige beweging.
Het verschijnsel doet zich ook voor als bijvoorbeeld een magneet in een verticaal opgestelde koperen buis valt. In de buiswand worden wervelstromen opgewekt die de val tegenwerken. De magneet valt relatief langzaam naar beneden.
Het verschijnsel werd in 1855 ontdekt door de Franse natuurkundige Léon Foucault.

## Toepassingen
- Een inductiekookplaat induceert wervelstromen in de panbodem. Deze stromen worden door de elektrische weerstand van de panbodem omgezet in warmte.
- Onbedoeld en ongewenst treden wervelstromen op in de transformatorkern van transformatoren en elektrische machines. Tezamen met hystereseverschijnselen dragen ze bij tot de zogenaamde ijzerverliezen. Deze zijn gelijk aan de transformatorverliezen bij nullast. De koperverliezen kunnen worden bepaald met de kortsluitproef. Al deze verliezen warmen het apparaat alleen maar op en er moet noodgedwongen geïnvesteerd worden in maatregelen voor koeling. Ter bestrijding van ijzerverliezen door wervelstromen wordt gebruikgemaakt van een gestapeld ijzerpakket met isolatielagen en van gelegeerd ijzer dat minder elektrisch geleidend is.
- Het principe van wervelstromen wordt bewust als contactloze aandrijving en rem gebruikt in een kilowattuurmeter. Een veranderend magnetisch veld induceert wervelstromen in de aluminium plaat die in de schijf een lorentzkracht doet ontstaan waardoor de schijf gaat draaien. Bij een kWh-meter wordt in de aluminium draaischijf door twee elektromagneten twee magnetische velden opgewekt. Een dat recht evenredig is met de verbruikte stroom en een dat recht evenredig is met de heersende spanning. Deze velden induceren wervelstromen die de schijf doen draaien. Hoe meer energie verbruikt wordt, hoe krachtiger de schijf wordt aangedreven. Om het systeem af te remmen wanneer geen elektriciteit verbruikt wordt, plaatst men ook een permanente magneet waartussen de aluminium schijf draait. Daardoor wordt bij de draaiing in de schijf een constante wervelstroom opgewekt. Deze produceert een remmende lorentzkracht. De schijf draait nu op een snelheid proportioneel met het aandrijvend koppel.
- Bij een mechanische snelheidsmeter van een voertuig draait een magneet, door het voorwiel aangedreven, in een aluminium cilindertje. In dit cilindertje worden wervelstromen opgewekt die het cilindertje willen doen draaien. De as van het cilindertje is verbonden met een spiraalveer die de draaiing tegenwerkt. Het hierdoor ontstane koppel is proportioneel met het toerental van de roterende magneet. Hoe sneller de magneet draait, hoe verder het cilindertje uit de nulpositie gedraaid wordt. Met een wijzer kan de hoek en daarmee de snelheid worden afgelezen.
- Een andere toepassing is bij kermisattracties waarbij men bijvoorbeeld omhoog wordt 'geschoten' rond een verticale paal. Bij het neerkomen wordt een aluminium plaat tussen permanente magneten gebracht en op die wijze wordt betrouwbaar gezorgd voor afremming.
- Een zeer belangrijke toepassing is de wervelstroomrem. Deze wordt gebruikt op dynamometers om krachten, koppels en vermogens te meten. Wervelstroomremmen worden ook toegepast in retarders.
- Een driefasige asynchrone motor of inductiemotor wekt wervelstromen op in zijn rotor.
- Een bijzondere vorm van wervelstroom is het meissner-effect. Een supergeleider wordt in de buurt gebracht van een magneet. Door deze beweging en elke beweging nadien wordt er een stroom opgewekt die vanwege supergeleiding persistent blijft stromen. Als gevolg van deze persistente stroom is er een magnetisch veld, hetzelfde gepolariseerd en de supergeleider blijft, net zo lang er supergeleiding is, boven de magneet zweven.
- Bij afvalscheiding wordt een wervelstroom opgewekt in niet-ferrometalen om deze te detecteren en verwijderen. Wel moeten eerst de ferrometalen verwijderd worden met een elektromagneet.

Er zijn zo meer toepassingen.